# Platychile
Platychile is een geslacht van kevers uit de familie van de loopkevers (Carabidae). De wetenschappelijke naam van het geslacht is voor het eerst geldig gepubliceerd in 1825 door Macleay.

## Soorten
Het geslacht Platychile is monotypisch en omvat slechts de volgende soort:
- Platychile pallida (Fabricius, 1801)